# Lee and Lee Trust
リーアンドリートラスト （英文社名:Lee and Lee Trust.)、は、香港を拠点とする投資会社。1996年にサンフンカイの会長に就任した李明治の子供にあたる兄弟3名を受益者とする信託であり、この3名が傘下の企業グループを支配するために設けられた会社である。

## 会社概要
李明治の長男Lee Seng Hui(李成輝)、長女Lee Seng Hwei(李淑慧)、次男Lee Seng Huang(李成煌)の３名がDirectorを務める投資会社。
Lee Seng HuiはAllied Group LimitedならびにAllied Properties (H.K.) LimitedのCEOを務め、Lee Seng HweiはAllied Group LimitedのNon-Exective Directorを務め、Lee Seng HuangはサンフンカイのCEOを務める。
Lee and Lee Trustは、Allied Properties (H.K.) Limitedの株式の過半数(74.95%)を保有し、Allied Group LimitedはAllied Properties (H.K.) Limitedの株式の過半数(74.99%)を保有し、Allied Properties (H.K.) Limitedはサンフンカイの株式の過半数(61.43%)を保有する。
この３名の父親である李明治はサンフンカイが属する企業グループの基盤を築いた人物である。起業家や慈善家としても有名で、オーストラリアやフィリピンで不動産開発や鉄鉱石の掘削事業、ホテル経営などを手掛け、タイクーン（長者)とも呼ばれる。1990年には自身の慈善基金を設立している（福光基金会）。

## 相関図
（Investor Presentation----引用)

## 主要関係会社
- Allied Group Limited
- Allied Properties (H.K.) Limited
- サンフンカイ